# 기생충의 수상 및 후보 목록
다음은 2019년 개봉한 대한민국의 블랙 코미디 서스펜스 영화 《기생충》의 수상 및 후보 목록이다. 이 영화는 봉준호가 감독하고, 송강호, 이선균, 조여정, 최우식과 박소담이 출연한다. 2019년 제72회 칸 영화제에서 황금종려상을 수상하였고, 2013년 《가장 따뜻한 색, 블루》 이래 만장일치로 수상한 최초의 한국 영화가 되었다.
봉준호 감독은 2009년 영화 《마더》에 이어 두 번째로 미국 아카데미상 국제장편영화 부문 한국영화 출품작으로 선정되었다. 영화는 2019년 5월 21일 칸 국제 영화제에서 초연 되었다. 대한민국에서는 2019년 5월 30일 CJ 엔터테인먼트 배급으로 개봉되었고, 해외에서는 네온 픽처스 배급으로 2019년 연말에 개봉되었다. 이 영화는 10월 11일부터 로스앤젤레스와 10월 18일 뉴욕에서 제한적으로 개봉되었다. 이 영화는 미국과 캐나다에서 5,195만 달러를 포함하여 전 세계적으로 2억 5,755만 달러의 흥행 수익을 기록했으며, 이는 봉준호 감독의 가장 높은 수익을 올린 영화가 되었다. 현재 한국 역사상 19번째로 높은 수익을 올린 국내 영화이다.
이 영화는 특히 봉준호 감독의 연출과 각본, 영화 촬영, 편집과 제작에 대한 광범위한 비평을 받았다. 제77회 골든 글로브 시상식에서 최우수 감독상과 작품상, 외국어 영화상 등 3개 부문에 후보로 선정되어 한국 영화 최초로 수상을 하는 쾌거를 이뤘다.또한 제73회 영국 아카데미 영화상에서 최우수 작품상, 감독상, 각본상과 외국어 영화상의 4개 부문에 후보 지명되었고, 영국 아카데미 영화상에서 최우수 작품상 후보에 오른 것은 한국 최초이다. 또한 제92회 아카데미상에서 최우수 작품상, 감독상과 각본상, 편집상과 최우수 외국어영화상을 포함한 6개의 후보 지명되었으며, 한국 영화로서는 역대 최초로 선정되었다. 영화는 최우수 작품상, 최우수 국제영화상, 최우수 감독상과 최우수 각본상의 4개의 상을 수상하는 쾌거를 이뤘다. 이외에도 로스앤젤레스 영화 비평가 협회상, 뉴욕 영화 비평가 협회상, 전미 비평가 위원회상을 포함한 수 많은 영화 비평가 협회의 많은 찬사를 받았다. 2019년 10대 영화 중 하나로 타임지에 의해 선정되었다.

## 수상 및 후보
| 시상식                                                                                     | 부문                                     | 작품/수상자 | 결과    | 참조                                    |
| ------------------------------------------------------------------------------------------ | ---------------------------------------- | --- | ------- | --------------------------------------- |
| 호주 AACTA 어워드 (AACTA, Australian Academy of Cinema and Television Arts Award)          | 최우수 아시아 작품상                     | 기생충 | 수상    | [ 14 ]                                  |
| 호주 AACTA 어워드 (AACTA, Australian Academy of Cinema and Television Arts Award)          | 최우수 작품상                            | 기생충 | 수상    | [ 15 ]                                  |
| 호주 AACTA 어워드 (AACTA, Australian Academy of Cinema and Television Arts Award)          | 최우수 감독상                            | 봉준호 | 후보    | [ 15 ]                                  |
| 호주 AACTA 어워드 (AACTA, Australian Academy of Cinema and Television Arts Award)          | 최우수 남우조연상                        | 송강호 | 후보    | [ 15 ]                                  |
| 호주 AACTA 어워드 (AACTA, Australian Academy of Cinema and Television Arts Award)          | 최우수 각본상                            | 봉준호, 한진원 | 후보    | [ 15 ]                                  |
| AARP's 무비 포 그로운업스 어워드 (AARP's Movies for Grownups Awards)                       | 최우수 외국어작품상                      | 기생충 | 후보    | [ 16 ] [ 17 ]                           |
| AARP's 무비 포 그로운업스 어워드 (AARP's Movies for Grownups Awards)                       | 최우수 외국어영화상                      | 기생충 | 후보    | [ 16 ] [ 17 ]                           |
| 아카데미상 (Academy Awards)                                                                | 작품상                                   | 기생충 (봉준호, 곽신애) | 수상    | [ 18 ]                                  |
| 아카데미상 (Academy Awards)                                                                | 감독상                                   | 봉준호 | 수상    | [ 18 ]                                  |
| 아카데미상 (Academy Awards)                                                                | 각본상                                   | 봉준호, 한진원 | 수상    | [ 18 ]                                  |
| 아카데미상 (Academy Awards)                                                                | 국제영화상                               | 기생충 | 수상    | [ 18 ]                                  |
| 아카데미상 (Academy Awards)                                                                | 미술상                                   | 이하준, 조원우 | 후보    | [ 18 ]                                  |
| 아카데미상 (Academy Awards)                                                                | 편집상                                   | 양진모 | 후보    | [ 18 ]                                  |
| 아프리카계 미국인 영화 비평가 협회 (African-American Film Critics Association)             | AAFCA's Top 10 영화                      | 기생충 | 8위     | [ 19 ]                                  |
| 아프리카계 미국인 영화 비평가 협회 (African-American Film Critics Association)             | 최우수 각본상                            | 봉준호, 한진원 | 수상    | [ 19 ]                                  |
| 아프리카계 미국인 영화 비평가 협회 (African-American Film Critics Association)             | 최우수 외국어영화상                      | 기생충 | 수상    | [ 19 ]                                  |
| 여성 영화기자협회 (Alliance of Women Film Journalists)                                     | 최우수 작품상                            | 기생충 | 수상    | [ 20 ] [ 21 ]                           |
| 여성 영화기자협회 (Alliance of Women Film Journalists)                                     | 최우수 감독상                            | 봉준호 | 수상    | [ 20 ] [ 21 ]                           |
| 여성 영화기자협회 (Alliance of Women Film Journalists)                                     | 최우수 각본상                            | 봉준호, 한진원 | 수상    | [ 20 ] [ 21 ]                           |
| 여성 영화기자협회 (Alliance of Women Film Journalists)                                     | 최우수 앙상블상                          | 기생충 | 후보    | [ 20 ] [ 21 ]                           |
| 여성 영화기자협회 (Alliance of Women Film Journalists)                                     | 최우수 편집상                            | 양진모 | 후보    | [ 20 ] [ 21 ]                           |
| 여성 영화기자협회 (Alliance of Women Film Journalists)                                     | 최우수 외국어영화상                      | 기생충 | 수상    | [ 20 ] [ 21 ]                           |
| 아만다 어워드 (Amanda Awards)                                                              | 최우수 외국어영화상                      | 기생충 | 후보    |                                         |
| 미국 영화 편집자 협회 (American Cinema Editors)                                            | 최우수 장편 영화 편집 부문 - 드라마틱    | 양진모 | 수상    | [ 22 ]                                  |
| 미국 영화 기관 (American Film Institute Awards)                                            | AFI 스페셜상                             | 기생충 | 수상    | [ 23 ]                                  |
| 미술감독협회상 (Art Directors Guild Awards)                                                | 동시대 부문 장편 영화상                  | 이하준 | 수상    | [ 24 ]                                  |
| 아시아 태평양 스크린 어워드 (Asia Pacific Screen Awards)                                   | 최우수 작품상                            | 봉준호, 장영환, 문양권, 곽신애 | 수상    | [ 25 ]                                  |
| 아시안 필름 어워드 (Asian Film Awards)                                                     | 최우수 작품상                            | 기생충 | 수상    | [ 26 ]                                  |
| 아시안 필름 어워드 (Asian Film Awards)                                                     | 최우수 감독상                            | 봉준호 | 후보    | [ 26 ]                                  |
| 아시안 필름 어워드 (Asian Film Awards)                                                     | 최우수 각본상                            | 봉준호, 한진원 | 수상    | [ 26 ]                                  |
| 아시안 필름 어워드 (Asian Film Awards)                                                     | 최우수 남우조연상                        | 최우식 | 후보    | [ 26 ]                                  |
| 아시안 필름 어워드 (Asian Film Awards)                                                     | 최우수 여우조연상                        | 이정은 | 후보    | [ 26 ]                                  |
| 아시안 필름 어워드 (Asian Film Awards)                                                     | 최우수 편집상                            | 양진모 | 수상    | [ 26 ]                                  |
| 아시안 필름 어워드 (Asian Film Awards)                                                     | 최우수 음악상                            | 정재일 | 후보    | [ 26 ]                                  |
| 아시안 필름 어워드 (Asian Film Awards)                                                     | 최우수 미술상                            | 이하준 | 수상    | [ 26 ]                                  |
| 아시안 필름 어워드 (Asian Film Awards)                                                     | 최우수 음향상                            | 최태영 | 후보    | [ 26 ]                                  |
| 아시안 필름 어워드 (Asian Film Awards)                                                     | 최우수 시각효과상                        | 홍정호 | 후보    | [ 26 ]                                  |
| 애틀랜타 영화 비평가 협회                                                                  | Top 10 영화                              | 기생충 | 수상    | [ 27 ]                                  |
| 애틀랜타 영화 비평가 협회                                                                  | 최우수 감독상                            | 봉준호 | 수상    | [ 27 ]                                  |
| 애틀랜타 영화 비평가 협회                                                                  | 최우수 각본상                            | 봉준호, 한진원 | 수상    | [ 27 ]                                  |
| 애틀랜타 영화 비평가 협회                                                                  | 최우수 외국어영화상                      | 기생충 | 수상    | [ 27 ]                                  |
| 오스틴 영화 비평가 협회 (Austin Film Critics Association)                                  | 10년간의 10대 영화상                     | 기생충 | 7위     | [ 28 ] [ 29 ]                           |
| 오스틴 영화 비평가 협회 (Austin Film Critics Association)                                  | 올해의 10대 영화상                       | 기생충 | 1위     | [ 28 ] [ 29 ]                           |
| 오스틴 영화 비평가 협회 (Austin Film Critics Association)                                  | 최우수 작품상                            | 기생충 | 수상    | [ 28 ] [ 29 ]                           |
| 오스틴 영화 비평가 협회 (Austin Film Critics Association)                                  | 최우수 감독상                            | 봉준호 | 수상    | [ 28 ] [ 29 ]                           |
| 오스틴 영화 비평가 협회 (Austin Film Critics Association)                                  | 최우수 남우조연상                        | 송강호 | 후보    | [ 28 ] [ 29 ]                           |
| 오스틴 영화 비평가 협회 (Austin Film Critics Association)                                  | 최우수 앙상블상                          | 기생충 | 후보    | [ 28 ] [ 29 ]                           |
| 오스틴 영화 비평가 협회 (Austin Film Critics Association)                                  | 최우수 각본상                            | 봉준호, 한진원 | 수상    | [ 28 ] [ 29 ]                           |
| 오스틴 영화 비평가 협회 (Austin Film Critics Association)                                  | 최우수 촬영상                            | 홍경표 | 후보    | [ 28 ] [ 29 ]                           |
| 오스틴 영화 비평가 협회 (Austin Film Critics Association)                                  | 최우수 편집상                            | 양진모 | 후보    | [ 28 ] [ 29 ]                           |
| 오스틴 영화 비평가 협회 (Austin Film Critics Association)                                  | 최우수 외국어영화상                      | 기생충 | 수상    | [ 28 ] [ 29 ]                           |
| 오스트레일리아 영화 비평가 협회 (Australian Film Critics Association)                      | 최우수 외국어영화상                      | 기생충 | 수상    | [ 30 ]                                  |
| 반둥 영화제 (Bandung Film Festival)                                                        | 훌륭한 수입 영화                         | 기생충 | 수상    | [ 31 ]                                  |
| 벨기에 영화 협회 (Belgian Cinematographic Press Union)                                     | 심사위원상                               | 봉준호 | 수상    | [ 32 ] [ 33 ]                           |
| 벨기에 영화 비평가 협회 (Belgian Film Critics Association)                                 | 심사위원상                               | 기생충 | 후보    | [ 34 ]                                  |
| 백상예술대상 (Baeksang Arts Awards)                                                        | 영화부문 대상                            | 봉준호 | 수상    | [ 35 ] [ 36 ]                           |
| 백상예술대상 (Baeksang Arts Awards)                                                        | 영화부문 대상                            | 기생충 | 후보    | [ 35 ] [ 36 ]                           |
| 백상예술대상 (Baeksang Arts Awards)                                                        | 영화부문 작품상                          | 기생충 | 수상    | [ 35 ] [ 36 ]                           |
| 백상예술대상 (Baeksang Arts Awards)                                                        | 영화부문 감독상                          | 봉준호 | 후보    | [ 35 ] [ 36 ]                           |
| 백상예술대상 (Baeksang Arts Awards)                                                        | 영화부문 최우수 남자연기상               | 송강호 | 후보    | [ 35 ] [ 36 ]                           |
| 백상예술대상 (Baeksang Arts Awards)                                                        | 영화부문 최우수 여자연기상               | 조여정 | 후보    | [ 35 ] [ 36 ]                           |
| 백상예술대상 (Baeksang Arts Awards)                                                        | 영화부문 최우수 남자조연상               | 박명훈 | 후보    | [ 35 ] [ 36 ]                           |
| 백상예술대상 (Baeksang Arts Awards)                                                        | 영화부문 최우수 여자조연상               | 이정은 | 후보    | [ 35 ] [ 36 ]                           |
| 백상예술대상 (Baeksang Arts Awards)                                                        | 영화부문 최우수 여자조연상               | 박소담 | 후보    | [ 35 ] [ 36 ]                           |
| 백상예술대상 (Baeksang Arts Awards)                                                        | 영화부문 남자신인상                      | 박명훈 | 수상    | [ 35 ] [ 36 ]                           |
| 백상예술대상 (Baeksang Arts Awards)                                                        | 영화부문 여자신인상                      | 장혜진 | 후보    | [ 35 ] [ 36 ]                           |
| 백상예술대상 (Baeksang Arts Awards)                                                        | 영화부문 각본상                          | 봉준호, 한진원 | 후보    | [ 35 ] [ 36 ]                           |
| 백상예술대상 (Baeksang Arts Awards)                                                        | 기술상                                   | 홍경표 | 후보    | [ 35 ] [ 36 ]                           |
| 백상예술대상 (Baeksang Arts Awards)                                                        | 기술상                                   | 이하준 | 후보    | [ 35 ] [ 36 ]                           |
| 블랙 영화 비평가 협회 (Black Film Critics Circle Awards)                                   | 최우수 작품상                            | 기생충 | 후보    | [ 37 ]                                  |
| 블랙 영화 비평가 협회 (Black Film Critics Circle Awards)                                   | 최우수 외국어 영화상                     | 기생충 | 수상    | [ 37 ]                                  |
| 청룡영화상 (Blue Dragon Film Awards)                                                       | 최우수 작품상                            | 기생충 | 수상    | [ 38 ]                                  |
| 청룡영화상 (Blue Dragon Film Awards)                                                       | 최우수 감독상                            | 봉준호 | 수상    | [ 38 ]                                  |
| 청룡영화상 (Blue Dragon Film Awards)                                                       | 최우수 남우주연상                        | 송강호 | 후보    | [ 38 ]                                  |
| 청룡영화상 (Blue Dragon Film Awards)                                                       | 최우수 여우주연상                        | 조여정 | 수상    | [ 38 ]                                  |
| 청룡영화상 (Blue Dragon Film Awards)                                                       | 최우수 남우조연상                        | 박명훈 | 후보    | [ 38 ]                                  |
| 청룡영화상 (Blue Dragon Film Awards)                                                       | 최우수 여우조연상                        | 이정은 | 수상    | [ 38 ]                                  |
| 청룡영화상 (Blue Dragon Film Awards)                                                       | 최우수 여우조연상                        | 박소담 | 후보    | [ 38 ]                                  |
| 청룡영화상 (Blue Dragon Film Awards)                                                       | 최우수 각본상                            | 봉준호, 한진원 | 후보    | [ 38 ]                                  |
| 청룡영화상 (Blue Dragon Film Awards)                                                       | 최우수 촬영상 및 조명상                  | 홍경표, 김창호 | 후보    | [ 38 ]                                  |
| 청룡영화상 (Blue Dragon Film Awards)                                                       | 최우수 편집상                            | 양진모 | 후보    | [ 38 ]                                  |
| 청룡영화상 (Blue Dragon Film Awards)                                                       | 최우수 음악상                            | 정재일 | 후보    | [ 38 ]                                  |
| 청룡영화상 (Blue Dragon Film Awards)                                                       | 최우수 미술상                            | 이하준 | 수상    | [ 38 ]                                  |
| 보딜 어워드 (Bodil Awards)                                                                 | 최우수 외국 영화                         | 기생충 | 수상    | [ 39 ] [ 40 ]                           |
| 보스턴 영화 비평가 협회 (Boston Online Film Critics Association)                           | 최우수 감독상                            | 봉준호 | 수상    | [ 41 ]                                  |
| 보스턴 영화 비평가 협회 (Boston Online Film Critics Association)                           | 최우수 외국어영화상                      | 기생충 | 수상    | [ 41 ]                                  |
| 보스턴 영화 비평가 협회 (Boston Society of Film Critics)                                   | 최우수 감독상                            | 봉준호 | 수상    | [ 42 ] [ 43 ]                           |
| 보스턴 영화 비평가 협회 (Boston Society of Film Critics)                                   | 최우수 외국어 영화상                     | 기생충 | 수상    | [ 42 ] [ 43 ]                           |
| 보스턴 영화 비평가 협회 (Boston Society of Film Critics)                                   | 최우수 앙상블 캐스팅상                   | 기생충 | 2위     | [ 42 ] [ 43 ]                           |
| 영국 아카데미 영화상 (British Academy Film Awards, BAFTA)                                  | 영국 아카데미 작품상                     | 기생충 | 후보    | [ 44 ]                                  |
| 영국 아카데미 영화상 (British Academy Film Awards, BAFTA)                                  | 감독상                                   | 봉준호 | 후보    | [ 44 ]                                  |
| 영국 아카데미 영화상 (British Academy Film Awards, BAFTA)                                  | 각본상                                   | 봉준호, 한진원 | 수상    | [ 44 ]                                  |
| 영국 아카데미 영화상 (British Academy Film Awards, BAFTA)                                  | 외국어영화상                             | 기생충 | 수상    | [ 44 ]                                  |
| 영국 독립 영화상 (British Independent Film Awards)                                         | 최우수 외국어영화상                      | 기생충 | 수상    | [ 45 ]                                  |
| 부일영화상 (Buil Film Awards)                                                              | 최우수 작품상                            | 기생충 | 수상    | [ 46 ]                                  |
| 부일영화상 (Buil Film Awards)                                                              | 최우수 감독상                            | 봉준호 | 후보    | [ 46 ]                                  |
| 부일영화상 (Buil Film Awards)                                                              | 최우수 남우주연상                        | 최우식 | 후보    | [ 46 ]                                  |
| 부일영화상 (Buil Film Awards)                                                              | 최우수 여우주연상                        | 조여정 | 후보    | [ 46 ]                                  |
| 부일영화상 (Buil Film Awards)                                                              | 최우수 남우조연상                        | 박명훈 | 수상    | [ 46 ]                                  |
| 부일영화상 (Buil Film Awards)                                                              | 최우수 여우조연상                        | 이정은 | 수상    | [ 46 ]                                  |
| 부일영화상 (Buil Film Awards)                                                              | 최우수 여우조연상                        | 장혜진 | 후보    | [ 46 ]                                  |
| 부일영화상 (Buil Film Awards)                                                              | 최우수 각본상                            | 봉준호, 한진원 | 수상    | [ 46 ]                                  |
| 부일영화상 (Buil Film Awards)                                                              | 최우수 촬영상                            | 홍경표 | 수상    | [ 46 ]                                  |
| 부일영화상 (Buil Film Awards)                                                              | 최우수 음악상                            | 정재일 | 수상    | [ 46 ]                                  |
| 부일영화상 (Buil Film Awards)                                                              | 최우수 미술상                            | 이하준 | 후보    | [ 46 ]                                  |
| 부산영화평론가협회상 (Busan Film Critics Awards)                                           | 최우수 여우주연상                        | 이정은 | 수상    | [ 47 ]                                  |
| 카예 뒤 시네마 (Cahiers du Cinema)                                                         | Top 10 영화상                            | 기생충 | 2위     | [ 48 ]                                  |
| 캘거리 영화제 (Calgary International Film Festival)                                        | 관객상                                   | 기생충 | 수상    | [ 49 ]                                  |
| 칸 국제 영화제 (Cannes Film Festival)                                                      | 황금종려상 (공식 경쟁부문 초청)          | 봉준호 | 수상    | [ 1 ] [ 2 ]                             |
| 세자르상 (César Awards)                                                                    | 최우수 외국어영화상                      | 기생충 | 수상    | [ 50 ] [ 51 ]                           |
| 시카고 영화 비평가 협회 (Chicago Film Critics Association)                                 | 최우수 작품상                            | 기생충 | 수상    | [ 52 ] [ 53 ]                           |
| 시카고 영화 비평가 협회 (Chicago Film Critics Association)                                 | 최우수 감독상                            | 봉준호 | 수상    | [ 52 ] [ 53 ]                           |
| 시카고 영화 비평가 협회 (Chicago Film Critics Association)                                 | 최우수 여우조연상                        | 조여정 | 후보    | [ 52 ] [ 53 ]                           |
| 시카고 영화 비평가 협회 (Chicago Film Critics Association)                                 | 최우수 각본상                            | 봉준호, 한진원 | 수상    | [ 52 ] [ 53 ]                           |
| 시카고 영화 비평가 협회 (Chicago Film Critics Association)                                 | 최우수 미술상                            | 이하준 | 후보    | [ 52 ] [ 53 ]                           |
| 시카고 영화 비평가 협회 (Chicago Film Critics Association)                                 | 최우수 촬영상                            | 홍경표 | 후보    | [ 52 ] [ 53 ]                           |
| 시카고 영화 비평가 협회 (Chicago Film Critics Association)                                 | 최우수 외국어영화상                      | 기생충 | 수상    | [ 52 ] [ 53 ]                           |
| 클로트루디스 어워드 (Chlotrudis Awards)                                                    | 최우수 영화상                            | 기생충 | 수상    | [ 54 ]                                  |
| 클로트루디스 어워드 (Chlotrudis Awards)                                                    | 최우수 감독상                            | 봉준호 | 수상    | [ 54 ]                                  |
| 클로트루디스 어워드 (Chlotrudis Awards)                                                    | 앙상블 캐스트 연기                       | 기생충 | 수상    | [ 54 ]                                  |
| 클로트루디스 어워드 (Chlotrudis Awards)                                                    | 최우수 각본상                            | 봉준호, 한지원 | 수상    | [ 54 ]                                  |
| 클로트루디스 어워드 (Chlotrudis Awards)                                                    | 최우수 편집상                            | 양준모 | 후보    | [ 54 ]                                  |
| 클로트루디스 어워드 (Chlotrudis Awards)                                                    | 최우수 미술상                            | 이하준 | 후보    | [ 54 ]                                  |
| 춘사영화제 (Chunsa Film Art Awards)                                                        | 최우수 감독상                            | 봉준호 | 수상    | [ 55 ] [ 56 ]                           |
| 춘사영화제 (Chunsa Film Art Awards)                                                        | 최우수 남우주연상                        | 최우식 | 후보    | [ 55 ] [ 56 ]                           |
| 춘사영화제 (Chunsa Film Art Awards)                                                        | 최우수 남우주연상                        | 송강호 | 후보    | [ 55 ] [ 56 ]                           |
| 춘사영화제 (Chunsa Film Art Awards)                                                        | 최우수 여우주연상                        | 조여정 | 수상    | [ 55 ] [ 56 ]                           |
| 춘사영화제 (Chunsa Film Art Awards)                                                        | 최우수 남우조연상                        | 박명훈 | 후보    | [ 55 ] [ 56 ]                           |
| 춘사영화제 (Chunsa Film Art Awards)                                                        | 최우수 여우조연상                        | 이정은 | 수상    | [ 55 ] [ 56 ]                           |
| 춘사영화제 (Chunsa Film Art Awards)                                                        | 최우수 각본상                            | 봉준호, 한진원 | 수상    | [ 55 ] [ 56 ]                           |
| 씨네 21 어워드 (Cine 21 Awards)                                                            | 올해의 Top 10 영화상                     | 기생충 | 1위     | [ 57 ]                                  |
| 씨네 21 어워드 (Cine 21 Awards)                                                            | 올해의 감독상                            | 봉준호 | 수상    | [ 57 ]                                  |
| 씨네 21 어워드 (Cine 21 Awards)                                                            | 올해의 남자배우상                        | 송강호 | 수상    | [ 57 ]                                  |
| 씨네 21 어워드 (Cine 21 Awards)                                                            | 올해의 여자배우상                        | 이정은 | 수상    | [ 57 ]                                  |
| 씨네 21 어워드 (Cine 21 Awards)                                                            | 올해의 각본상                            | 봉준호, 한진원 | 수상    | [ 57 ]                                  |
| 씨네 21 어워드 (Cine 21 Awards)                                                            | 올해의 촬영상                            | 홍경표 | 수상    | [ 57 ]                                  |
| 시네마 작가 협회상 (Cinema Writers Circle Awards)                                          | 최우수 외국 작품상                       | 기생충 | 수상    | [ 58 ]                                  |
| 클리오 어워드 (Clio Awards)                                                                | 극영화 : 예고편                          | 기생충 | 후보    | [ 59 ]                                  |
| 콜럼버스 영화 비평가 협회 (Columbus Film Critics Association Awards)                       | 최우수 작품상                            | 기생충 | 수상    | [ 60 ] [ 61 ]                           |
| 콜럼버스 영화 비평가 협회 (Columbus Film Critics Association Awards)                       | 최우수 감독상                            | 봉준호 | 수상    | [ 60 ] [ 61 ]                           |
| 콜럼버스 영화 비평가 협회 (Columbus Film Critics Association Awards)                       | 최우수 앙상블상                          | 기생충 | 2위     | [ 60 ] [ 61 ]                           |
| 콜럼버스 영화 비평가 협회 (Columbus Film Critics Association Awards)                       | 최우수 각본상                            | 봉준호, 한진원 | 수상    | [ 60 ] [ 61 ]                           |
| 콜럼버스 영화 비평가 협회 (Columbus Film Critics Association Awards)                       | 최우수 촬영상                            | 홍경표 | 후보    | [ 60 ] [ 61 ]                           |
| 콜럼버스 영화 비평가 협회 (Columbus Film Critics Association Awards)                       | 최우수 편집상                            | 양진모 | 후보    | [ 60 ] [ 61 ]                           |
| 콜럼버스 영화 비평가 협회 (Columbus Film Critics Association Awards)                       | 최우수 외국어영화상                      | 기생충 | 수상    | [ 60 ] [ 61 ]                           |
| 크레스티드 뷰트 영화제 (Crested Butte Film Festival)                                       | 최우수 작품상                            | 기생충 | 수상    | [ 62 ]                                  |
| 미국 방송 영화 비평가 협회상 (Critics' Choice Movie Awards)                                | 최우수 작품상                            | 기생충 | 후보    | [ 63 ] [ 64 ]                           |
| 미국 방송 영화 비평가 협회상 (Critics' Choice Movie Awards)                                | 최우수 감독상                            | 봉준호 | 수상    | [ 63 ] [ 64 ]                           |
| 미국 방송 영화 비평가 협회상 (Critics' Choice Movie Awards)                                | 최우수 앙상블상                          | 기생충 | 후보    | [ 63 ] [ 64 ]                           |
| 미국 방송 영화 비평가 협회상 (Critics' Choice Movie Awards)                                | 최우수 각본상                            | 봉준호, 한진원 | 후보    | [ 63 ] [ 64 ]                           |
| 미국 방송 영화 비평가 협회상 (Critics' Choice Movie Awards)                                | 최우수 미술상                            | 이하준 | 후보    | [ 63 ] [ 64 ]                           |
| 미국 방송 영화 비평가 협회상 (Critics' Choice Movie Awards)                                | 최우수 편집상                            | 양진모 | 후보    | [ 63 ] [ 64 ]                           |
| 미국 방송 영화 비평가 협회상 (Critics' Choice Movie Awards)                                | 최우수 외국어영화상                      | 기생충 | 수상    | [ 63 ] [ 64 ]                           |
| 댈러스-포트워스 영화 비평가 협회 (Dallas–Fort Worth Film Critics Association)              | 최우수 작품상                            | 기생충 | 3위     | [ 65 ]                                  |
| 댈러스-포트워스 영화 비평가 협회 (Dallas–Fort Worth Film Critics Association)              | 최우수 감독상                            | 봉준호 | 2위     | [ 65 ]                                  |
| 댈러스-포트워스 영화 비평가 협회 (Dallas–Fort Worth Film Critics Association)              | 최우수 촬영상                            | 홍경표 | 2위     | [ 65 ]                                  |
| 댈러스-포트워스 영화 비평가 협회 (Dallas–Fort Worth Film Critics Association)              | 최우수 외국어영화상                      | 기생충 | 수상    | [ 65 ]                                  |
| 덴버 영화 비평가 협회 (Denver Film Critics Society)                                        | 최우수 감독상                            | 봉준호 | 후보    | [ 66 ]                                  |
| 덴버 영화 비평가 협회 (Denver Film Critics Society)                                        | 최우수 각본상                            | 봉준호, 한진원 | 후보    | [ 66 ]                                  |
| 덴버 영화 비평가 협회 (Denver Film Critics Society)                                        | 최우수 외국어영화상                      | 기생충 | 수상    | [ 66 ]                                  |
| 디트로이트 영화 비평가 협회 (Detroit Film Critics Society)                                 | 최우수 작품상                            | 기생충 | 수상    | [ 67 ] [ 68 ]                           |
| 디트로이트 영화 비평가 협회 (Detroit Film Critics Society)                                 | 최우수 감독상                            | 봉준호 | 후보    | [ 67 ] [ 68 ]                           |
| 디트로이트 영화 비평가 협회 (Detroit Film Critics Society)                                 | 최우수 각본상                            | 봉준호, 한진원 | 후보    | [ 67 ] [ 68 ]                           |
| 디트로이트 영화 비평가 협회 (Detroit Film Critics Society)                                 | 최우수 앙상블상                          | 기생충 | 후보    | [ 67 ] [ 68 ]                           |
| 디렉터스 컷 시상식 (Director's Cut Awards)                                                 | 올해의 감독상                            | 봉준호 | 수상    | [ 69 ] [ 70 ]                           |
| 디렉터스 컷 시상식 (Director's Cut Awards)                                                 | 올해의 남자배우상                        | 최우식 | 후보    | [ 69 ] [ 70 ]                           |
| 디렉터스 컷 시상식 (Director's Cut Awards)                                                 | 올해의 남자배우상                        | 송강호 | 수상    | [ 69 ] [ 70 ]                           |
| 디렉터스 컷 시상식 (Director's Cut Awards)                                                 | 올해의 여자배우상                        | 이정은 | 후보    | [ 69 ] [ 70 ]                           |
| 디렉터스 컷 시상식 (Director's Cut Awards)                                                 | 올해의 여자배우상                        | 조여정 | 후보    | [ 69 ] [ 70 ]                           |
| 디렉터스 컷 시상식 (Director's Cut Awards)                                                 | 최우수 각본상                            | 봉준호, 한진원 | 수상    | [ 69 ] [ 70 ]                           |
| 디렉터스 컷 시상식 (Director's Cut Awards)                                                 | 올해의 신인 남자배우상                   | 박명훈 | 수상    | [ 69 ] [ 70 ]                           |
| 디렉터스 컷 시상식 (Director's Cut Awards)                                                 | 올해의 신인 여자배우상                   | 장혜진 | 후보    | [ 69 ] [ 70 ]                           |
| 미국 감독 조합상 (Directors Guild of America Award)                                        | 최우수 감독상 - 장편 영화 부문           | 봉준호 | 후보    | [ 71 ]                                  |
| 게이 앤드 레즈비언 엔터테인먼트 비평가협회 (Dorian Awards)                                 | 올해의 영화상                            | 기생충 | 수상    | [ 72 ] [ 73 ]                           |
| 게이 앤드 레즈비언 엔터테인먼트 비평가협회 (Dorian Awards)                                 | 올해의 감독상                            | 봉준호 | 수상    | [ 72 ] [ 73 ]                           |
| 게이 앤드 레즈비언 엔터테인먼트 비평가협회 (Dorian Awards)                                 | 올해의 연기부문 - 남우조연               | 송강호 | 수상    | [ 72 ] [ 73 ]                           |
| 게이 앤드 레즈비언 엔터테인먼트 비평가협회 (Dorian Awards)                                 | 올해의 외국어영화상                      | 기생충 | 수상    | [ 72 ] [ 73 ]                           |
| 게이 앤드 레즈비언 엔터테인먼트 비평가협회 (Dorian Awards)                                 | 올해의 각본상                            | 봉준호, 한진원 | 수상    | [ 72 ] [ 73 ]                           |
| 게이 앤드 레즈비언 엔터테인먼트 비평가협회 (Dorian Awards)                                 | 올해의 시각적으로 눈에 띈 영화상         | 기생충 | 후보    | [ 72 ] [ 73 ]                           |
| 유라시아 국제 영화제 (Eurasia International Film Festival)                                 | 최우수 감독상                            | 봉준호 | 수상    | [ 74 ]                                  |
| 판타스틱 페스트 (Fantastic Fest)                                                           | 관객상                                   | 기생충 | 수상    | [ 75 ]                                  |
| Film from the South                                                                        | 관객상                                   | 기생충 | 수상    | [ 76 ]                                  |
| Festival SESC Melhores Filmes                                                              | 최우수 해외 영화상                       | 기생충 | 수상    | [ 77 ]                                  |
| Festival SESC Melhores Filmes                                                              | 최우수 해외 감독상                       | 봉준호 | 수상    | [ 77 ]                                  |
| 플로리다 영화 비평가 협회 (Florida Film Critics Circle)                                    | 최우수 각본상                            | 봉준호, 한진원 | 후보    | [ 78 ] [ 79 ]                           |
| 플로리다 영화 비평가 협회 (Florida Film Critics Circle)                                    | 최우수 앙상블상                          | 기생충 | 후보    | [ 78 ] [ 79 ]                           |
| 플로리다 영화 비평가 협회 (Florida Film Critics Circle)                                    | 최우수 외국어영화상                      | 기생충 | 2위     | [ 78 ] [ 79 ]                           |
| 포토그래마스 드 플라타 (Fotogramas de Plata)                                               | 최우수 외국어 영화상                     | 기생충 | 수상    | [ 80 ]                                  |
| 조지아 영화 비평가 협회 (Georgia Film Critics Association)                                 | 최우수 작품상                            | 기생충 | 수상    | [ 81 ]                                  |
| 조지아 영화 비평가 협회 (Georgia Film Critics Association)                                 | 최우수 감독상                            | 봉준호 | 수상    | [ 81 ]                                  |
| 조지아 영화 비평가 협회 (Georgia Film Critics Association)                                 | 최우수 각본상                            | 봉준호, 한진원 | 수상    | [ 81 ]                                  |
| 조지아 영화 비평가 협회 (Georgia Film Critics Association)                                 | 최우수 미술상                            | 이하준 | 후보    | [ 81 ]                                  |
| 조지아 영화 비평가 협회 (Georgia Film Critics Association)                                 | 최우수 음악상                            | 정재일 | 후보    | [ 81 ]                                  |
| 조지아 영화 비평가 협회 (Georgia Film Critics Association)                                 | 최우수 주제가상                          | "A Glass of Soju" by 정재일, 봉준호 | 후보    | [ 81 ]                                  |
| 조지아 영화 비평가 협회 (Georgia Film Critics Association)                                 | 최우수 앙상블상                          | 조여정, 최우식, 장혜진, 정현준, 정지소, 이정은, 이선균, 박명훈, 박소담, 송강호                                                                                 | 후보    | [ 81 ]                                  |
| 조지아 영화 비평가 협회 (Georgia Film Critics Association)                                 | 최우수 외국어영화상                      | 기생충 | 수상    | [ 81 ]                                  |
| 글로브 드 크리스탈 어워드 (Globes de Cristal Awards)                                       | 최우수 외국어영화상                      | 기생충 | 미정    | [ 82 ]                                  |
| 골드 더비 어워드 (Gold Derby Awards)                                                       | 최우수 영화상                            | 기생충 | 수상    | [ 83 ]                                  |
| 골드 더비 어워드 (Gold Derby Awards)                                                       | 최우수 감독상                            | 봉준호 | 수상    | [ 83 ]                                  |
| 골드 더비 어워드 (Gold Derby Awards)                                                       | 최우수 여우조연상                        | 조여정 | 후보    | [ 83 ]                                  |
| 골드 더비 어워드 (Gold Derby Awards)                                                       | 최우수 신인배우상                        | 조여정 | 후보    | [ 83 ]                                  |
| 골드 더비 어워드 (Gold Derby Awards)                                                       | 최우수 남우조연상                        | 송강호 | 후보    | [ 83 ]                                  |
| 골드 더비 어워드 (Gold Derby Awards)                                                       | 최우수 각본상                            | 봉준호, 한진원 | 수상    | [ 83 ]                                  |
| 골드 더비 어워드 (Gold Derby Awards)                                                       | 최우수 앙상블상                          | 기생충 | 수상    | [ 83 ]                                  |
| 골드 더비 어워드 (Gold Derby Awards)                                                       | 최우수 촬영상                            | 홍경표 | 후보    | [ 83 ]                                  |
| 골드 더비 어워드 (Gold Derby Awards)                                                       | 최우수 편집상                            | 양진모 | 수상    | [ 83 ]                                  |
| 골드 더비 어워드 (Gold Derby Awards)                                                       | 최우수 음악상                            | “A Glass of Soju” — 정재일, 봉준호 | 후보    | [ 83 ]                                  |
| 골드 더비 어워드 (Gold Derby Awards)                                                       | 최우수 미술상                            | 이하준, 조원우 | 후보    | [ 83 ]                                  |
| 골드 더비 어워드 (Gold Derby Awards)                                                       | 최우수 외국어영화상                      | 기생충 | 수상    | [ 83 ]                                  |
| 골드 더비 디케이드 어워드 (Gold Derby Decade Awards)                                       | 최우수 작품상                            | 기생충 | 수상    | [ 84 ]                                  |
| 골드 더비 디케이드 어워드 (Gold Derby Decade Awards)                                       | 최우수 감독상                            | 봉준호 | 수상    | [ 84 ]                                  |
| 골드 더비 디케이드 어워드 (Gold Derby Decade Awards)                                       | 최우수 남우조연상                        | 송강호 | 후보    | [ 84 ]                                  |
| 골드 더비 디케이드 어워드 (Gold Derby Decade Awards)                                       | 최우수 각본상                            | 봉준호, 한진원 | 수상    | [ 84 ]                                  |
| 골드 더비 디케이드 어워드 (Gold Derby Decade Awards)                                       | 최우수 편집상                            | 양진모 | 수상    | [ 84 ]                                  |
| 골드 더비 디케이드 어워드 (Gold Derby Decade Awards)                                       | 최우수 미술상                            | 이하준, 조원우 | 3위     | [ 84 ]                                  |
| 골드 더비 디케이드 어워드 (Gold Derby Decade Awards)                                       | 최우수 외국어영화상                      | 기생충 | 수상    | [ 84 ]                                  |
| 골드 더비 디케이드 어워드 (Gold Derby Decade Awards)                                       | 10년간의 최우수 앙상블상                 | 조여정, 최우식, 장혜진, 정현준, 정지소, 이정은, 이선균, 박명훈, 박소담과 송강호                                                                                | 수상    | [ 84 ]                                  |
| 골든 글로브상 (Golden Globe Awards)                                                        | 영화 부문 최우수 감독상                  | 봉준호 | 후보    | [ 85 ]                                  |
| 골든 글로브상 (Golden Globe Awards)                                                        | 영화 부문 최우수 각본상                  | 봉준호, 한진원 | 후보    | [ 85 ]                                  |
| 골든 글로브상 (Golden Globe Awards)                                                        | 최우수 외국어영화상                      | 기생충 | 수상    | [ 85 ]                                  |
| 대종상 (Grand Bell Awards)                                                                 | 최우수 작품상                            | 기생충 | 수상    | [ 86 ]                                  |
| 대종상 (Grand Bell Awards)                                                                 | 최우수 감독상                            | 봉준호 | 수상    | [ 86 ]                                  |
| 대종상 (Grand Bell Awards)                                                                 | 최우수 남우주연상                        | 송강호 | 후보    | [ 86 ]                                  |
| 대종상 (Grand Bell Awards)                                                                 | 최우수 남우조연상                        | 박명훈 | 후보    | [ 86 ]                                  |
| 대종상 (Grand Bell Awards)                                                                 | 최우수 여우조연상                        | 이정은 | 수상    | [ 86 ]                                  |
| 대종상 (Grand Bell Awards)                                                                 | 최우수 각본상                            | 봉준호, 한진원 | 수상    | [ 86 ]                                  |
| 대종상 (Grand Bell Awards)                                                                 | 최우수 촬영상                            | 홍경표 | 후보    | [ 86 ]                                  |
| 대종상 (Grand Bell Awards)                                                                 | 최우수 편집상                            | 양진모 | 후보    | [ 86 ]                                  |
| 대종상 (Grand Bell Awards)                                                                 | 최우수 조명상                            | 김창호 | 후보    | [ 86 ]                                  |
| 대종상 (Grand Bell Awards)                                                                 | 최우수 음악상                            | 정재일 | 수상    | [ 86 ]                                  |
| 대종상 (Grand Bell Awards)                                                                 | 최우수 미술상                            | 이하준 | 후보    | [ 86 ]                                  |
| 골든 슈모즈 어워드 (Golden Schmoes Awards)                                                 | 올해의 좋아하는 영화상                   | 기생충 | 후보    | [ 87 ]                                  |
| 골든 슈모즈 어워드 (Golden Schmoes Awards)                                                 | 올해의 좋아하는 감독상                   | 봉준호 | 후보    | [ 87 ]                                  |
| 골든 슈모즈 어워드 (Golden Schmoes Awards)                                                 | 올해의 좋아하는 각본상                   | 봉준호, 한진원 | 후보    | [ 87 ]                                  |
| 골든 슈모즈 어워드 (Golden Schmoes Awards)                                                 | 올해의 트리비스트 영화상                 | 기생충 | 후보    | [ 87 ]                                  |
| 골든 슈모즈 어워드 (Golden Schmoes Awards)                                                 | 올해의 가장 놀란 영화상                  | 기생충 | 2위     | [ 87 ]                                  |
| 골든 토마토 어워드 (Golden Tomato Awards)                                                  | 베스트 리뷰 한정판 영화                  | 기생충 | 수상    | [ 88 ] [ 89 ] [ 90 ] [ 91 ] [ 92 ]      |
| 골든 토마토 어워드 (Golden Tomato Awards)                                                  | 최우수 해외 리뷰 영화상                  | 기생충 | 수상    | [ 88 ] [ 89 ] [ 90 ] [ 91 ] [ 92 ]      |
| 골든 토마토 어워드 (Golden Tomato Awards)                                                  | 최우수 드라마 리뷰상                     | 기생충 | 수상    | [ 88 ] [ 89 ] [ 90 ] [ 91 ] [ 92 ]      |
| 골든 토마토 어워드 (Golden Tomato Awards)                                                  | 관객상                                   | 기생충 | 2위     | [ 88 ] [ 89 ] [ 90 ] [ 91 ] [ 92 ]      |
| 골든 토마토 어워드 (Golden Tomato Awards)                                                  | 올해의 골든상                            | 봉준호 | 후보    | [ 88 ] [ 89 ] [ 90 ] [ 91 ] [ 92 ]      |
| 그레이터 웨스텐 뉴욕 영화 비평가 협회                                                      | 최우수 작품상                            | 기생충 | 후보    | [ 93 ] [ 94 ]                           |
| 그레이터 웨스텐 뉴욕 영화 비평가 협회                                                      | 최우수 감독상                            | 봉준호 | 수상    | [ 93 ] [ 94 ]                           |
| 그레이터 웨스텐 뉴욕 영화 비평가 협회                                                      | 최우수 남우조연상                        | 송강호 | 후보    | [ 93 ] [ 94 ]                           |
| 그레이터 웨스텐 뉴욕 영화 비평가 협회                                                      | 최우수 각본상                            | 봉준호, 한진원 | 후보    | [ 93 ] [ 94 ]                           |
| 그레이터 웨스텐 뉴욕 영화 비평가 협회                                                      | 최우수 촬영상                            | 홍경표 | 후보    | [ 93 ] [ 94 ]                           |
| 그레이터 웨스텐 뉴욕 영화 비평가 협회                                                      | 최우수 편집상                            | 양진모 | 후보    | [ 93 ] [ 94 ]                           |
| 그레이터 웨스텐 뉴욕 영화 비평가 협회                                                      | 최우수 외국어영화상                      | 기생충 | 수상    | [ 93 ] [ 94 ]                           |
| 그랜드 벨 어워드 (Grand Bell Awards)                                                       | 최우수 작품상                            | 기생충 | 수상    | [ 95 ] [ 96 ]                           |
| 그랜드 벨 어워드 (Grand Bell Awards)                                                       | 최우수 감독상                            | 봉준호 | 수상    | [ 95 ] [ 96 ]                           |
| 그랜드 벨 어워드 (Grand Bell Awards)                                                       | 최우수 남우주연상                        | 송강호 | 후보    | [ 95 ] [ 96 ]                           |
| 그랜드 벨 어워드 (Grand Bell Awards)                                                       | 최우수 남우조연상                        | 박명훈 | 후보    | [ 95 ] [ 96 ]                           |
| 그랜드 벨 어워드 (Grand Bell Awards)                                                       | 최우수 여우조연상                        | 이정은 | 수상    | [ 95 ] [ 96 ]                           |
| 그랜드 벨 어워드 (Grand Bell Awards)                                                       | 최우수 각본상                            | 봉준호, 한진원 | 수상    | [ 95 ] [ 96 ]                           |
| 그랜드 벨 어워드 (Grand Bell Awards)                                                       | 최우수 촬영상                            | 홍경표 | 후보    | [ 95 ] [ 96 ]                           |
| 그랜드 벨 어워드 (Grand Bell Awards)                                                       | 최우수 편집상                            | 양진모 | 후보    | [ 95 ] [ 96 ]                           |
| 그랜드 벨 어워드 (Grand Bell Awards)                                                       | 최우수 조명상                            | 김창호 | 후보    | [ 95 ] [ 96 ]                           |
| 그랜드 벨 어워드 (Grand Bell Awards)                                                       | 최우수 음악상                            | 정재일 | 수상    | [ 95 ] [ 96 ]                           |
| 그랜드 벨 어워드 (Grand Bell Awards)                                                       | 최우수 미술상                            | 이하준 | 후보    | [ 95 ] [ 96 ]                           |
| Grande Prêmio do Cinema Brasileiro                                                         | 최우수 외국어 영화상                     | 기생충 | 수상    | [ 97 ]                                  |
| 굴드바게상 (Guldbagge Awards)                                                              | 최우수 외국어 영화상                     | 기생충 | 수상    | [ 98 ]                                  |
| 호치 영화상 (Hochi Film Awards)                                                            | 최우수 해외 작품상                       | 기생충 | 후보    | [ 99 ]                                  |
| 하와이 영화 비평가 협회상                                                                  | 최우수 작품상                            | 기생충 | 후보    | [ 100 ]                                 |
| 하와이 영화 비평가 협회상                                                                  | 최우수 감독상                            | 봉준호 | 후보    | [ 100 ]                                 |
| 하와이 영화 비평가 협회상                                                                  | 최우수 각본상                            | 봉준호, 한진원 | 후보    | [ 100 ]                                 |
| 하와이 영화 비평가 협회상                                                                  | 최우수 미술상                            | 이하준 | 수상    | [ 100 ]                                 |
| 하와이 영화 비평가 협회상                                                                  | 최우수 촬영상                            | 홍경표 | 후보    | [ 100 ]                                 |
| 하와이 영화 비평가 협회상                                                                  | 최우수 외국어영화상                      | 기생충 | 수상    | [ 100 ]                                 |
| 할리우드 프로 협회 (Hollywood Professional Association)                                    | 최우수 편집상 – 극영화부문               | 양진모 | 수상    | [ 101 ]                                 |
| 할리우드 영화 비평가 협회 (Hollywood Critics Association Awards)                           | 최우수 작품상                            | 기생충 | 후보    | [ 102 ] [ 103 ]                         |
| 할리우드 영화 비평가 협회 (Hollywood Critics Association Awards)                           | 최우수 남자 감독상                       | 봉준호 | 후보    | [ 102 ] [ 103 ]                         |
| 할리우드 영화 비평가 협회 (Hollywood Critics Association Awards)                           | 최우수 각본상                            | 봉준호, 한진원 | 수상    | [ 102 ] [ 103 ]                         |
| 할리우드 영화 비평가 협회 (Hollywood Critics Association Awards)                           | 최우수 편집상                            | 양진모 | 후보    | [ 102 ] [ 103 ]                         |
| 할리우드 영화 비평가 협회 (Hollywood Critics Association Awards)                           | 최우수 외국어영화상                      | 기생충 | 수상    | [ 102 ] [ 103 ]                         |
| 할리우드 영화 비평가 협회 (Hollywood Critics Association Awards)                           | 감독 업적상                              | 봉준호 | 수상    | [ 102 ] [ 103 ]                         |
| 할리우드 영화제 (Hollywood Film Awards)                                                    | 할리우드 감독상                          | 봉준호 | 수상    | [ 104 ]                                 |
| 할리우드 뮤직 인 미디어 어워드 (Hollywood Music in Media Awards)                           | 최우수 오리지널 송 - 장편 영화 부문      | 기생충 | 후보    | [ 105 ]                                 |
| 휴스턴 영화 비평가 협회 (Houston Film Critics Society)                                     | 최우수 작품상                            | 기생충 | 수상    | [ 106 ] [ 107 ]                         |
| 최우수 감독상                                                                              | 봉준호                                   | 수상 |         | [ 106 ] [ 107 ]                         |
| 최우수 각본상                                                                              | 봉준호, 한진원                           | 후보 |         | [ 106 ] [ 107 ]                         |
| 최우수 촬영상                                                                              | 홍경표                                   | 후보 |         | [ 106 ] [ 107 ]                         |
| 최우수 외국어영화상                                                                        | 기생충                                   | 수상 |         | [ 106 ] [ 107 ]                         |
| 최우수 영화 포스터 미술상                                                                  | 기생충                                   | 후보 |         | [ 106 ] [ 107 ]                         |
| 휴딩 어워드 (Huading Awards)                                                               | 기생충                                   | 영화부문 최우수 글로벌 영화상 | 후보    | [ 108 ] [ 109 ]                         |
| 휴딩 어워드 (Huading Awards)                                                               | 영화부문 최우수 글로벌 감독상            | 봉준호 | 수상    | [ 108 ] [ 109 ]                         |
| 휴딩 어워드 (Huading Awards)                                                               | 영화부문 최우수 글로벌 각본상            | 봉준호, 한진원 | 후보    | [ 108 ] [ 109 ]                         |
| 휴딩 어워드 (Huading Awards)                                                               | 영화부문 최우수 글로벌 여우조연상        | 박소담 | 후보    | [ 108 ] [ 109 ]                         |
| IGN 어워드 (IGN Awards)                                                                    | 올해의 최우수 영화상                     | 기생충 | 수상    | [ 110 ] [ 111 ] [ 112 ] [ 113 ] [ 114 ] |
| IGN 어워드 (IGN Awards)                                                                    | 올해의 최우수 코미디 영화상              | 기생충 | 후보    | [ 110 ] [ 111 ] [ 112 ] [ 113 ] [ 114 ] |
| IGN 어워드 (IGN Awards)                                                                    | 최우수 감독상                            | 봉준호 | 수상    | [ 110 ] [ 111 ] [ 112 ] [ 113 ] [ 114 ] |
| IGN 어워드 (IGN Awards)                                                                    | 최우수 조연 연기상                       | 송강호 | 후보    | [ 110 ] [ 111 ] [ 112 ] [ 113 ] [ 114 ] |
| IGN 어워드 (IGN Awards)                                                                    | 최우수 영화 앙상블상                     | 기생충 | 후보    | [ 110 ] [ 111 ] [ 112 ] [ 113 ] [ 114 ] |
| 인디펜던트 스피릿 어워드 (Independent Spirit Awards)                                       | 최우수 해외 작품상                       | 기생충 | 수상    | [ 115 ]                                 |
| 인디애나 영화 비평가 협회 (Indiana Film Journalists Association)                           | 최우수 작품상                            | 기생충 | 2위     | [ 116 ] [ 117 ]                         |
| 인디애나 영화 비평가 협회 (Indiana Film Journalists Association)                           | 최우수 감독상                            | 봉준호 | 수상    | [ 116 ] [ 117 ]                         |
| 인디애나 영화 비평가 협회 (Indiana Film Journalists Association)                           | 최우수 남우조연상                        | 송강호 | 후보    | [ 116 ] [ 117 ]                         |
| 인디애나 영화 비평가 협회 (Indiana Film Journalists Association)                           | 최우수 앙상블상                          | 기생충 | 후보    | [ 116 ] [ 117 ]                         |
| 인디애나 영화 비평가 협회 (Indiana Film Journalists Association)                           | 최우수 각본상                            | 봉준호, 한진원 | 후보    | [ 116 ] [ 117 ]                         |
| 인디애나 영화 비평가 협회 (Indiana Film Journalists Association)                           | 최우수 외국어영화상                      | 기생충 | 수상    | [ 116 ] [ 117 ]                         |
| 인디애나 영화 비평가 협회 (Indiana Film Journalists Association)                           | 오리지널 비전상                          | 봉준호 | 2위     | [ 116 ] [ 117 ]                         |
| 인디와이어 크리틱스 폴 (IndieWire Critics Poll)                                            | 최우수 작품상                            | 기생충 | 수상    | [ 118 ]                                 |
| 인디와이어 크리틱스 폴 (IndieWire Critics Poll)                                            | 최우수 감독상                            | 봉준호 | 수상    | [ 118 ]                                 |
| 인디와이어 크리틱스 폴 (IndieWire Critics Poll)                                            | 최우수 남우주연상                        | 송강호 | 9위     | [ 118 ]                                 |
| 인디와이어 크리틱스 폴 (IndieWire Critics Poll)                                            | 최우수 남우조연상                        | 송강호 | 5위     | [ 118 ]                                 |
| 인디와이어 크리틱스 폴 (IndieWire Critics Poll)                                            | 최우수 여우조연상                        | 박소담 | 10위    | [ 118 ]                                 |
| 인디와이어 크리틱스 폴 (IndieWire Critics Poll)                                            | 최우수 여우조연상                        | 조여정 | 15위    | [ 118 ]                                 |
| 인디와이어 크리틱스 폴 (IndieWire Critics Poll)                                            | 최우수 여우조연상                        | 이정은 | 22위    | [ 118 ]                                 |
| 인디와이어 크리틱스 폴 (IndieWire Critics Poll)                                            | 최우수 각본상                            | 봉준호, 한진원 | 수상    | [ 118 ]                                 |
| 인디와이어 크리틱스 폴 (IndieWire Critics Poll)                                            | 최우수 촬영상                            | 홍경표 | 5위     | [ 118 ]                                 |
| 인디와이어 크리틱스 폴 (IndieWire Critics Poll)                                            | 최우수 외국어영화상                      | 기생충 | 수상    | [ 118 ]                                 |
| 인터내셔널 시네필 협회 어워드 (International Cinephile Society Awards)                     | 최우수 감독상                            | 봉준호 | 수상    | [ 119 ]                                 |
| 국제 영화제 어워드 마카우 (International Film Festival Awards Macao)                       | 아시안 블록버스터상                      | 기생충 | 수상    | [ 120 ]                                 |
| 마카오 시네마틱 국제 영화제 (International Film Festival Cinematik)                        | 관객상                                   | 기생충 | 수상    | [ 121 ]                                 |
| 로테르담 영화제 (International Film Festival Rotterdam)                                    | 관객상 (BankGiro Loterij Audience Award) | 기생충 | 수상    | [ 122 ]                                 |
| 일본 아카데미상 (Japan Academy Film Prize)                                                 | 최우수 해외 작품상                       | 기생충 | 수상    | [ 123 ]                                 |
| 제천국제음악영화제 (Jecheon International Music & Film Festival)                           | 영화산업부문 올해의 인물상               | 봉준호 | 수상    | [ 124 ]                                 |
| 캔자스시티 영화 비평가 협회 (Kansas City Film Critics Circle)                              | 최우수 외국어영화상                      | 기생충 | 수상    | [ 125 ]                                 |
| 한국영화평론가협회상 (Korean Association of Film Critics Awards)                           | 최우수 작품상                            | 기생충 | 수상    | [ 126 ]                                 |
| 한국영화평론가협회상 (Korean Association of Film Critics Awards)                           | 최우수 감독상                            | 봉준호 | 수상    | [ 126 ]                                 |
| 한국영화평론가협회상 (Korean Association of Film Critics Awards)                           | 최우수 촬영상                            | 홍경표 | 수상    | [ 126 ]                                 |
| 한국영화평론가협회상 (Korean Association of Film Critics Awards)                           | 올해의 Top 10 영화상                     | 기생충 | 수상    | [ 126 ]                                 |
| 한국영화제작가협회상 (Korean Film Producers Association Awards)                            | 최우수 감독상                            | 봉준호 | 수상    | [ 127 ]                                 |
| 한국영화제작가협회상 (Korean Film Producers Association Awards)                            | 최우수 조명상                            | 김창호 | 수상    | [ 127 ]                                 |
| 한국영화제작가협회상 (Korean Film Producers Association Awards)                            | 최우수 미술상                            | 이하준 | 수상    | [ 127 ]                                 |
| 라스베이거스 영화 비평가 협회 (Las Vegas Film Critics Society Awards)                      | 최우수 작품상                            | 기생충 | 수상    | [ 128 ]                                 |
| 라티노 엔터테인먼트 필름 어워드                                                            | 최우수 작품상                            | 봉준호, 장영환, 문양권, 곽신애 | 수상    | [ 129 ]                                 |
| 라티노 엔터테인먼트 필름 어워드                                                            | 최우수 감독상                            | 봉준호 | 수상    | [ 129 ]                                 |
| 라티노 엔터테인먼트 필름 어워드                                                            | 최우수 각본상                            | 봉준호, 한진원 | 수상    | [ 129 ]                                 |
| 라티노 엔터테인먼트 필름 어워드                                                            | 최우수 편집상                            | 양진모 | 수상    | [ 129 ]                                 |
| 라티노 엔터테인먼트 필름 어워드                                                            | 최우수 해외 영화상                       | 기생충 | 수상    | [ 129 ]                                 |
| 런던 영화 비평가 협회 (London Critics' Circle Film Awards)                                 | 올해의 영화상                            | 기생충 | 수상    | [ 130 ]                                 |
| 런던 영화 비평가 협회 (London Critics' Circle Film Awards)                                 | 올해의 감독상                            | 봉준호 | 수상    | [ 130 ]                                 |
| 런던 영화 비평가 협회 (London Critics' Circle Film Awards)                                 | 올해의 각본상                            | 봉준호, 한진원 | 후보    | [ 130 ]                                 |
| 런던 영화 비평가 협회 (London Critics' Circle Film Awards)                                 | 올해의 기술 업적상                       | 이하준 | 후보    | [ 130 ]                                 |
| 런던 영화 비평가 협회 (London Critics' Circle Film Awards)                                 | 올해의 외국어영화상                      | 기생충 | 후보    | [ 130 ]                                 |
| 로스앤젤레스 영화 비평가 협회 (Los Angeles Film Critics Association)                       | 최우수 작품상                            | 기생충 | 수상    | [ 131 ]                                 |
| 로스앤젤레스 영화 비평가 협회 (Los Angeles Film Critics Association)                       | 최우수 감독상                            | 봉준호 | 수상    | [ 131 ]                                 |
| 로스앤젤레스 영화 비평가 협회 (Los Angeles Film Critics Association)                       | 최우수 남우조연상                        | 송강호 | 수상    | [ 131 ]                                 |
| 로스앤젤레스 영화 비평가 협회 (Los Angeles Film Critics Association)                       | 최우수 각본상                            | 봉준호, 한진원 | 2위     | [ 131 ]                                 |
| 로스앤젤레스 영화 비평가 협회 (Los Angeles Film Critics Association)                       | 최우수 미술상                            | 이하준 | 2위     | [ 131 ]                                 |
| 모션 픽처 사운드 에디터스 골든 릴 어워드 (Motion Picture Sound Editors Golden Reel Awards) | 영화 부문 외국어영화상                   | 최태영 (음악 편집 감독) 강혜영 (사운드 디자이너, 음향 효과 에디터스) 김병인 (ADR 편집 감독) 박성균 (폴리 아티스트) 이청규 (폴리 아티스트) 신이나 (폴리 에디터) | 수상    | [ 132 ]                                 |
| 뮌헨 국제 영화제 (Munich International Film Festival)                                      | The ARRI/OSRAM 상                        | 기생충 | 후보    | [ 133 ]                                 |
| 뮤직 시티 영화 비평가 협회                                                                 | 최우수 작품상                            | 기생충 | 후보    | [ 134 ] [ 135 ]                         |
| 뮤직 시티 영화 비평가 협회                                                                 | 최우수 감독상                            | 봉준호 | 후보    | [ 134 ] [ 135 ]                         |
| 뮤직 시티 영화 비평가 협회                                                                 | 최우수 연기 앙상블상                     | 기생충 | 후보    | [ 134 ] [ 135 ]                         |
| 뮤직 시티 영화 비평가 협회                                                                 | 최우수 각본상                            | 봉준호, 한진원 | 수상    | [ 134 ] [ 135 ]                         |
| 뮤직 시티 영화 비평가 협회                                                                 | 최우수 촬영상                            | 홍경표 | 후보    | [ 134 ] [ 135 ]                         |
| 뮤직 시티 영화 비평가 협회                                                                 | 최우수 편집상                            | 양진모 | 후보    | [ 134 ] [ 135 ]                         |
| 뮤직 시티 영화 비평가 협회                                                                 | 최우수 미술상                            | 이하준 | 후보    | [ 134 ] [ 135 ]                         |
| 뮤직 시티 영화 비평가 협회                                                                 | 최우수 외국어영화상                      | 기생충 | 수상    | [ 134 ] [ 135 ]                         |
| 전미 비평가 위원회 (National Board of Review)                                              | 최우수 외국어영화상                      | 기생충 | 수상    | [ 136 ]                                 |
| 전미 비평가 협회 (National Society of Film Critics)                                        | 최우수 작품상                            | 기생충 | 수상    | [ 137 ]                                 |
| 전미 비평가 협회 (National Society of Film Critics)                                        | 최우수 감독상                            | 봉준호 | 2위     | [ 137 ]                                 |
| 전미 비평가 협회 (National Society of Film Critics)                                        | 최우수 남우조연상                        | 송강호 | 3위     | [ 137 ]                                 |
| 전미 비평가 협회 (National Society of Film Critics)                                        | 최우수 각본상                            | 봉준호, 한진원 | 수상    | [ 137 ]                                 |
| 뉴멕시코 영화 비평가 협회                                                                  | 최우수 여우조연상                        | 조여정 | 수상    | [ 138 ]                                 |
| 뉴멕시코 영화 비평가 협회                                                                  | 최우수 앙상블상                          | 기생충 | 2위     | [ 138 ]                                 |
| 뉴멕시코 영화 비평가 협회                                                                  | 최우수 각본상                            | 봉준호, 한진원 | 2위     | [ 138 ]                                 |
| 뉴멕시코 영화 비평가 협회                                                                  | 최우수 외국어영화상                      | 기생충 | 수상    | [ 138 ]                                 |
| 뉴욕 영화 비평가 협회 (New York Film Critics Circle)                                       | 최우수 외국어영화상                      | 기생충 | 수상    | [ 139 ]                                 |
| 뉴욕 온라인 영화 비평가 협회 (New York Film Critics Online)                                | Top 10 영화상                            | 기생충 | 수상    | [ 140 ]                                 |
| 뉴욕 온라인 영화 비평가 협회 (New York Film Critics Online)                                | 최우수 작품상                            | 기생충 | 수상    | [ 140 ]                                 |
| 뉴욕 온라인 영화 비평가 협회 (New York Film Critics Online)                                | 최우수 감독상                            | 봉준호 | 수상    | [ 140 ]                                 |
| 뉴욕 온라인 영화 비평가 협회 (New York Film Critics Online)                                | 최우수 각본상                            | 봉준호, 한진원 | 수상    | [ 140 ]                                 |
| 노스캐롤라이나 영화 비평가 협회                                                            | 최우수 작품상                            | 기생충 | 수상    | [ 141 ] [ 142 ]                         |
| 노스캐롤라이나 영화 비평가 협회                                                            | 최우수 감독상                            | 봉준호 | 수상    | [ 141 ] [ 142 ]                         |
| 노스캐롤라이나 영화 비평가 협회                                                            | 최우수 각본상                            | 봉준호, 한진원 | 수상    | [ 141 ] [ 142 ]                         |
| 노스캐롤라이나 영화 비평가 협회                                                            | 최우수 촬영상                            | 홍경표 | 후보    | [ 141 ] [ 142 ]                         |
| 노스캐롤라이나 영화 비평가 협회                                                            | 최우수 외국어영화상                      | 기생충 | 수상    | [ 141 ] [ 142 ]                         |
| 노스텍사스 영화 비평가 협회                                                                | 최우수 작품상                            | 기생충 | 3위     | [ 143 ]                                 |
| 노스텍사스 영화 비평가 협회                                                                | 최우수 남우조연상                        | 송강호 | 5위     | [ 143 ]                                 |
| 노스텍사스 영화 비평가 협회                                                                | 최우수 외국어영화상                      | 기생충 | 수상    | [ 143 ]                                 |
| 닛칸스포츠영화대상 (Nikkan Sports Film Awards)                                             | 최우수 해외 영화상                       | 기생충 | 후보    | [ 144 ]                                 |
| 오클라호마 영화 비평가 협회 (Oklahoma Film Critics Circle Awards)                          | Top 10 영화상                            | 기생충 | 4위     | [ 145 ]                                 |
| 오클라호마 영화 비평가 협회 (Oklahoma Film Critics Circle Awards)                          | 최우수 외국어영화상                      | 기생충 | 수상    | [ 145 ]                                 |
| 온라인 영화 비평가 협회 (Online Film Critics Society)                                      | 최우수 작품상                            | 기생충 | 수상    | [ 146 ]                                 |
| 온라인 영화 비평가 협회 (Online Film Critics Society)                                      | 최우수 감독상                            | 봉준호 | 수상    | [ 146 ]                                 |
| 온라인 영화 비평가 협회 (Online Film Critics Society)                                      | 최우수 남우조연상                        | 송강호 | 후보    | [ 146 ]                                 |
| 온라인 영화 비평가 협회 (Online Film Critics Society)                                      | 최우수 각본상                            | 봉준호, 한진원 | 수상    | [ 146 ]                                 |
| 온라인 영화 비평가 협회 (Online Film Critics Society)                                      | 최우수 편집상                            | 양진모 | 수상    | [ 146 ]                                 |
| 온라인 영화 비평가 협회 (Online Film Critics Society)                                      | 최우수 외국어영화상                      | 기생충 | 수상    | [ 146 ]                                 |
| 온라인 영화 비평가 협회 (Online Film Critics Society)                                      | 기술 업적상 - 최우수 미술 부문           | 이하준 | 수상    | [ 146 ]                                 |
| 팜스프링스 국제 영화제 (Palm Springs International Film Festival)                          | FIPRESCI 상 - 최우수 해외 각본 부문      | 봉준호, 한진원 | 수상    | [ 147 ]                                 |
| 필라델피아 영화 비평가 협회                                                                | 최우수 외국어영화상                      | 기생충 | 수상    | [ 148 ]                                 |
| 피닉스 영화 비평가 협회 (Phoenix Film Critics Circle)                                      | 최우수 작품상                            | 기생충 | 수상    | [ 149 ] [ 150 ]                         |
| 피닉스 영화 비평가 협회 (Phoenix Film Critics Circle)                                      | 최우수 감독상                            | 봉준호 | 수상    | [ 149 ] [ 150 ]                         |
| 피닉스 영화 비평가 협회 (Phoenix Film Critics Circle)                                      | 최우수 남우조연상                        | 송강호 | 수상    | [ 149 ] [ 150 ]                         |
| 피닉스 영화 비평가 협회 (Phoenix Film Critics Circle)                                      | 최우수 각본상                            | 봉준호, 한진원 | 후보    | [ 149 ] [ 150 ]                         |
| 피닉스 영화 비평가 협회 (Phoenix Film Critics Circle)                                      | 최우수 촬영상                            | 홍경표 | 후보    | [ 149 ] [ 150 ]                         |
| 피닉스 영화 비평가 협회 (Phoenix Film Critics Circle)                                      | 최우수 외국어영화상                      | 기생충 | 수상    | [ 149 ] [ 150 ]                         |
| 피닉스 영화 비평가 협회 (Phoenix Film Critics Society)                                     | Top 10 영화상                            | 기생충 | 수상    | [ 151 ]                                 |
| 피닉스 영화 비평가 협회 (Phoenix Film Critics Society)                                     | 최우수 외국어영화상                      | 기생충 | 수상    | [ 151 ]                                 |
| 미국 제작자 조합상 (Producers Guild of America Awards)                                     | 최우수 연극 영화 작품상                  | 봉준호, 장영환, 문양권, 곽신애 | 후보    | [ 152 ]                                 |
| 샌디에이고 영화 비평가 협회 (San Diego Film Critics Society)                               | 최우수 각본상                            | 봉준호, 한진원 | 후보    | [ 153 ]                                 |
| 샌디에이고 영화 비평가 협회 (San Diego Film Critics Society)                               | 최우수 외국어영화상                      | 기생충 | 수상    | [ 153 ]                                 |
| 샌프란시스코 영화 비평가 협회 (San Francisco Bay Area Film Critics Circle)                 | 최우수 작품상                            | 기생충 | 후보    | [ 154 ] [ 155 ]                         |
| 샌프란시스코 영화 비평가 협회 (San Francisco Bay Area Film Critics Circle)                 | 최우수 감독상                            | 봉준호 | 수상    | [ 154 ] [ 155 ]                         |
| 샌프란시스코 영화 비평가 협회 (San Francisco Bay Area Film Critics Circle)                 | 최우수 남우조연상                        | 송강호 | 후보    | [ 154 ] [ 155 ]                         |
| 샌프란시스코 영화 비평가 협회 (San Francisco Bay Area Film Critics Circle)                 | 최우수 각본상                            | 봉준호, 한진원 | 수상    | [ 154 ] [ 155 ]                         |
| 샌프란시스코 영화 비평가 협회 (San Francisco Bay Area Film Critics Circle)                 | 최우수 미술상                            | 이하준 | 후보    | [ 154 ] [ 155 ]                         |
| 샌프란시스코 영화 비평가 협회 (San Francisco Bay Area Film Critics Circle)                 | 최우수 편집상                            | 양진모 | 후보    | [ 154 ] [ 155 ]                         |
| 샌프란시스코 영화 비평가 협회 (San Francisco Bay Area Film Critics Circle)                 | 최우수 외국어영화상                      | 기생충 | 수상    | [ 154 ] [ 155 ]                         |
| 산트 조르디 어워드 (Sant Jordi Awards)                                                     | 최우수 외국어영화상                      | 기생충 | 후보    | [ 156 ]                                 |
| 샌타바버라 국제 영화제 (Santa Barbara International Film Festival)                         | 올해의 최우수 감독상                     | 봉준호 | 수상    | [ 157 ]                                 |
| 상파울로 국제 영화제 (São Paulo International Film Festival)                               | 최우수 외국어영화 - 관객상               | 기생충 | 수상    | [ 158 ]                                 |
| 새틀라이트상 (Satellite Awards)                                                            | 최우수 감독상                            | 봉준호 | 후보    | [ 159 ] [ 160 ]                         |
| 새틀라이트상 (Satellite Awards)                                                            | 최우수 각본상                            | 봉준호, 한진원 | 후보    | [ 159 ] [ 160 ]                         |
| 새틀라이트상 (Satellite Awards)                                                            | 최우수 외국어영화상                      | 기생충 | 후보    | [ 159 ] [ 160 ]                         |
| 새턴상 (Saturn Awards)                                                                     | 최우수 해외영화상                        | 기생충 | 미정    | [ 161 ]                                 |
| 새턴상 (Saturn Awards)                                                                     | 최우수 각본상                            | 봉준호, 한진원 | 미정    | [ 161 ]                                 |
| 새턴상 (Saturn Awards)                                                                     | 최우수 편집상                            | 양진모 | 미정    | [ 161 ]                                 |
| 새턴상 (Saturn Awards)                                                                     | 최우수 음악상                            | 정재일 | 미정    | [ 161 ]                                 |
| 미국 배우 조합상 (Screen Actors Guild Awards)                                              | 영화 부문 앙상블 연기상                  | 조여정, 최우식, 장혜진, 정현준, 정지소, 이정은, 이선균, 박명훈, 박소담, 송강호                                                                                 | 수상    | [ 162 ]                                 |
| 시애틀 영화 비평가 협회 (Seattle Film Critics Society)                                     | 최우수 작품상                            | 기생충 | 수상    | [ 163 ] [ 164 ]                         |
| 시애틀 영화 비평가 협회 (Seattle Film Critics Society)                                     | 최우수 감독상                            | 봉준호 | 수상    | [ 163 ] [ 164 ]                         |
| 시애틀 영화 비평가 협회 (Seattle Film Critics Society)                                     | 최우수 남우조연상                        | 송강호 | 후보    | [ 163 ] [ 164 ]                         |
| 시애틀 영화 비평가 협회 (Seattle Film Critics Society)                                     | 최우수 앙상블상                          | 기생충 | 수상    | [ 163 ] [ 164 ]                         |
| 시애틀 영화 비평가 협회 (Seattle Film Critics Society)                                     | 최우수 각본상                            | 봉준호, 한진원 | 수상    | [ 163 ] [ 164 ]                         |
| 시애틀 영화 비평가 협회 (Seattle Film Critics Society)                                     | 최우수 편집상                            | 양진모 | 후보    | [ 163 ] [ 164 ]                         |
| 시애틀 영화 비평가 협회 (Seattle Film Critics Society)                                     | 최우수 촬영상                            | 홍경표 | 후보    | [ 163 ] [ 164 ]                         |
| 시애틀 영화 비평가 협회 (Seattle Film Critics Society)                                     | 최우수 미술상                            | 이하준 | 후보    | [ 163 ] [ 164 ]                         |
| 시애틀 영화 비평가 협회 (Seattle Film Critics Society)                                     | 최우수 외국어영화상                      | 기생충 | 수상    | [ 163 ] [ 164 ]                         |
| 사우스이스턴 영화 비평가 협회 (Southeastern Film Critics Association Awards)               | 최우수 작품상                            | 기생충 | 수상    | [ 165 ]                                 |
| 사우스이스턴 영화 비평가 협회 (Southeastern Film Critics Association Awards)               | 최우수 감독상                            | 봉준호 | 2위     | [ 165 ]                                 |
| 사우스이스턴 영화 비평가 협회 (Southeastern Film Critics Association Awards)               | 최우수 각본상                            | 봉준호, 한진원 | 수상    | [ 165 ]                                 |
| 사우스이스턴 영화 비평가 협회 (Southeastern Film Critics Association Awards)               | 최우수 외국어영화상                      | 기생충 | 수상    | [ 165 ]                                 |
| 세인트루이스 게이트웨이 영화 비평가 협회 (St. Louis Film Critics Association)              | 최우수 감독상                            | 봉준호 | 2위     | [ 166 ]                                 |
| 세인트루이스 게이트웨이 영화 비평가 협회 (St. Louis Film Critics Association)              | 최우수 각본상                            | 봉준호, 한진원 | 후보    | [ 166 ]                                 |
| 세인트루이스 게이트웨이 영화 비평가 협회 (St. Louis Film Critics Association)              | 최우수 편집상                            | 양진모 | 후보    | [ 166 ]                                 |
| 세인트루이스 게이트웨이 영화 비평가 협회 (St. Louis Film Critics Association)              | 최우수 미술상                            | 이하준 | 후보    | [ 166 ]                                 |
| 세인트루이스 게이트웨이 영화 비평가 협회 (St. Louis Film Critics Association)              | 최우수 호러 영화상                       | 기생충 | 2위     | [ 166 ]                                 |
| 세인트루이스 게이트웨이 영화 비평가 협회 (St. Louis Film Critics Association)              | 최우수 외국어영화상                      | 기생충 | 수상    | [ 166 ]                                 |
| Slemani 국제 영화제                                                                        | 장편 영화 부문 최우수 각본상             | 봉준호, 한진원 | 수상    | [ 167 ]                                 |
| 시드니 영화제 (Sydney Film Festival)                                                       | 최우수 작품상                            | 기생충 | 수상    | [ 168 ] [ 169 ]                         |
| Tallgrass 영화제 (Tallgrass Film Festival)                                                 | 뛰어난 영화 제작자상                     | 봉준호 | 수상    | [ 170 ]                                 |
| 토론토 영화 비평가 협회 (Toronto Film Critics Association)                                 | 최우수 작품상                            | 기생충 | 수상    | [ 171 ]                                 |
| 토론토 영화 비평가 협회 (Toronto Film Critics Association)                                 | 최우수 감독상                            | 봉준호 | 수상    | [ 171 ]                                 |
| 토론토 영화 비평가 협회 (Toronto Film Critics Association)                                 | 최우수 각본상                            | 봉준호, 한진원 | 2위     | [ 171 ]                                 |
| 토론토 영화 비평가 협회 (Toronto Film Critics Association)                                 | 최우수 외국어영화상                      | 기생충 | 수상    | [ 171 ]                                 |
| 토론토 국제 영화제 (Toronto International Film Festival)                                   | Grolsch 피플스 초이스상                  | 기생충 | 3위     | [ 172 ]                                 |
| 터키 영화 비평가 협회 (Turkish Film Critics Association)                                   | 최우수 외국어 영화상                     | 기생충 | 수상    | [ 173 ]                                 |
| 유타 영화 비평가 협회 (Utah Film Critics Association Awards)                               | 최우수 작품상                            | 기생충 | 수상    | [ 174 ]                                 |
| 유타 영화 비평가 협회 (Utah Film Critics Association Awards)                               | 최우수 각본상                            | 봉준호, 한진원 | 수상    | [ 174 ]                                 |
| 유타 영화 비평가 협회 (Utah Film Critics Association Awards)                               | 최우수 외국어영화상                      | 기생충 | 수상    | [ 174 ]                                 |
| 밴쿠버 영화 비평가 협회 (Vancouver Film Critics Circle)                                    | 최우수 작품상                            | 기생충 | 수상    | [ 175 ] [ 176 ]                         |
| 밴쿠버 영화 비평가 협회 (Vancouver Film Critics Circle)                                    | 최우수 감독상                            | 봉준호 | 수상    | [ 175 ] [ 176 ]                         |
| 밴쿠버 영화 비평가 협회 (Vancouver Film Critics Circle)                                    | 최우수 각본상                            | 봉준호, 한진원 | 후보    | [ 175 ] [ 176 ]                         |
| 밴쿠버 영화 비평가 협회 (Vancouver Film Critics Circle)                                    | 최우수 외국어영화상                      | 기생충 | 수상    | [ 175 ] [ 176 ]                         |
| 밴쿠버 영화제 (Vancouver International Film Festival)                                      | 슈퍼 채널 피플스 초이스상                | 수상 | [ 177 ] |                                         |
| 빌리지 보이스 필름 폴                                                                      | 최우수 외국어영화상                      | 2위 | [ 178 ] |                                         |
| 워싱턴 D.C. 영화 비평가 협회 (Washington D.C. Area Film Critics Association)               | 최우수 작품상                            | 수상 | [ 179 ] |                                         |
| 워싱턴 D.C. 영화 비평가 협회 (Washington D.C. Area Film Critics Association)               | 최우수 감독상                            | 봉준호 | [ 179 ] | 수상                                    |
| 워싱턴 D.C. 영화 비평가 협회 (Washington D.C. Area Film Critics Association)               | 최우수 앙상블상                          | 기생충 | [ 179 ] | 후보                                    |
| 워싱턴 D.C. 영화 비평가 협회 (Washington D.C. Area Film Critics Association)               | 최우수 각본상                            | 봉준호, 한진원 | [ 179 ] | 후보                                    |
| 워싱턴 D.C. 영화 비평가 협회 (Washington D.C. Area Film Critics Association)               | 최우수 미술상                            | 이하준 | [ 179 ] | 후보                                    |
| 워싱턴 D.C. 영화 비평가 협회 (Washington D.C. Area Film Critics Association)               | 최우수 편집상                            | 양진모 | [ 179 ] | 후보                                    |
| 워싱턴 D.C. 영화 비평가 협회 (Washington D.C. Area Film Critics Association)               | 최우수 외국어영화상                      | 기생충 | [ 179 ] | 수상                                    |
| 올해의 여성영화인상 (Women In Film Korea Festival)                                         | 최우수 제작자상                          | 곽신애 | 수상    | [ 180 ]                                 |
| 미국 극작가 조합상 (Writers Guild of America Awards)                                       | 최우수 각본상                            | 봉준호, 한진원 | 수상    | [ 181 ]                                 |
| 여성 영화 비평가 온라인 협회                                                               | 최우수 작품상                            | 기생충 | 수상    | [ 182 ] [ 183 ]                         |
| 여성 영화 비평가 온라인 협회                                                               | 최우수 감독상                            | 봉준호 | 수상    | [ 182 ] [ 183 ]                         |
| 여성 영화 비평가 온라인 협회                                                               | 최우수 연기 앙상블상                     | 기생충 | 2위     | [ 182 ] [ 183 ]                         |
| 여성 영화 비평가 온라인 협회                                                               | 최우수 각본상                            | 봉준호, 한진원 | 2위     | [ 182 ] [ 183 ]                         |

### 세계 신기록
| 출판사명         | 연도 | 세계 신기록                                                                       | 보유자 | Ref.    |
| ---------------- | ---- | --------------------------------------------------------------------------------- | ------ | ------- |
| 기네스 세계 기록 | 2020 | First film to win both the Best International Feature Film and Best Picture Oscar | 기생충 | [ 184 ] |
| 기네스 세계 기록 | 2020 | Most Oscar wins for an international feature film                                 | 기생충 | [ 185 ] |

## 같이 보기
- 2019년 영화

## 참고
1. ↑  애틀란틱스와 공동 선정.
2. ↑  앤 브리드 노멀리의 이솔드 우그가도티르와 공동 수상.
3. ↑  1917의 샘 멘데스와 공동 수상.
4. ↑  내 이름은 돌러마이트의 웨슬리 스나입스와 공동 선정.